# Il principe delle pagode
Il principe delle pagode è un balletto creato per The Royal Ballet dal coreografo John Cranko, con musiche commissionate a Benjamin Britten. La prima ebbe luogo il 1º gennaio 1957 al Royal Opera House, Covent Garden, Londra, diretta da Britten.

## Storia
Nel gennaio 1954 il Sadler's Wells Ballet annunciò che Cranko stava collaborando con Benjamin Britten per creare un balletto. Cranko ideò una bozza di scenario per un lavoro che in origine chiamò The Green Serpent, fondendo elementi tratti da King Lear, Beauty and the Beast (una storia che aveva coreografato per il Sadler's Wells nel 1948) e il racconto orientale pubblicato da Madame d'Aulnoy come Serpentin Vert. Dopo aver creato un elenco di danze, descrivendo semplicemente l'azione ed assegnando una durata complessiva a ciascuna, lo passò a Britten e lo lasciò a comporre quello che alla fine divenne Il principe delle pagode.
Britten ha dedicato la partitura a Imogen Holst e Ninette de Valois.

## Trama
Un Imperatore deve decidere quale delle sue due figlie deve ereditare il trono e sceglie la malvagia sorella maggiore Belle Epine sulla giovane e bella Belle Rose. Belle Rose viene portata da magiche rane volanti a Pagoda Land e incontra il Principe di Pagoda Land che ha le sembianze di una salamandra. Belle Rose e il Principe tornano nella terra di suo padre e affrontano la sua malvagia sorella, che alla fine viene allontanata.

## Influenza del gamelan balinese sulla musica
Britten incorporò molti elementi della musica gamelan balinese nella partitura de Il principe delle pagode, compresa la simulazione dell'accordatura pelog a sette toni su strumenti occidentali. Britten aveva scoperto per la prima volta la musica gamelan del compositore canadese Colin McPhee, che aveva vissuto a Bali dal 1931 al 1938. Britten utilizzò un suono "pseudo-gamelan" in molti dei suoi lavori, inclusi Paul Bunyan e Peter Grimes, dopo aver incontrato McPhee. Aveva anche eseguito opere di altri compositori che includevano riferimenti alla musica gamelan, come il Concerto per due pianoforti e orchestra di Francis Poulenc, che Britten aveva eseguito con il compositore nel 1945 e di nuovo nel 1955, dopo aver accettato di scrivere un balletto con Cranko.
Tuttavia forse l'esperienza più decisiva per Britten nella musica gamelan fu una vacanza di due settimane che trascorse a Bali nel 1956. Fece uno studio approfondito della musica gamelan mentre si trovava là e iniziò immediatamente a incorporare idee musicali balinesi ne Il principe delle pagode. Ad esempio, nel Preludio del balletto, il tema Principe salamandra è suonato da diversi strumenti in una trama a strati, dove gli strumenti suonano in tonalità diverse e iniziano il tema in tempi leggermente diversi in una tecnica chiamata stratificazione polifonica, che è tipica della musica gamelan balinese.
Un altro modo in cui Britten ottiene un suono gamelan è attraverso la sua strumentazione. La sua partitura richiede una varietà di strumenti a percussione, tra cui gong, piatti, campane, xilofono e vibrafono e utilizza questi strumenti a percussione occidentali in modi diversi per produrre un suono gamelan. Ad esempio, Britten combina i suoni di un gong orchestrale e un contrabbasso per rappresentare il gong colotomico balinese.
La scala pentatonica, un segno distintivo della musica orientale in generale, fa frequenti apparizioni anche nel balletto, specialmente nelle fanfare delle trombe che si presentano in tutto il pezzo. L'intervallo di seconda maggiore appare in tutti i passaggi del gamelan di Britten, che normalmente è considerato dissonante nella musica occidentale, ma nasce dalle scale e accordature alternative della musica in stile gamelan.
Britten usa il suono gamelan nella sua musica per simboleggiare le pagode magiche di Pagoda Land, dove la protagonista, la principessa Belle Rose, viene presa dopo un confronto con suo padre, l'imperatore e la sua sorella malvagia, Belle Epine. Quando Belle Rose entra in Pagoda Land, viene accolta con musica gamelan. Allo stesso modo, quando la Salamandra entra in scena, viene ritratta accanto a una musica gamelan più morbida per produrre un'aria mistica. Si scopre che la Salamandra è l'umano Principe di Pagodaland e quando si trasforma in una forma umana, la musica gamelan viene sostituita da una musica orchestrale occidentale più tradizionale.

## Esecuzioni
Il balletto è stato ripreso nella stessa sede il 7 dicembre 1989 in una nuova produzione di Kenneth MacMillan, ottenendo consensi per il lavoro di Darcey Bussell in un ruolo principale. Un'altra produzione, ambientata in Giappone, è stata creata da David Bintley per il National Ballet of Japan e presentata in anteprima da quella compagnia il 30 ottobre 2011; questa è stata adottata dal Birmingham Royal Ballet e ballato nel 2014 al The Lowry, Salford.
Nel febbraio 1957 la Decca fece una registrazione di una versione leggermente tagliata della partitura con Britten alla direzione dell'Orchestra of the Royal Opera House.

## Cranko
- Premiere della produzione: 1 gennaio 1957
- Coreografo: John Cranko
- Compositore: Benjamin Britten
- Scenografo: John Piper
- Costumista: Desmond Heeley
- Luci: William Bundy

## MacMillan
- Premiere della produzione: 7 dicembre 1989
- Coreografo: Kenneth MacMillan
- Compositore: Benjamin Britten
- Sceneggiatura: Colin Thubron
- Scenografo: Nicholas Georgiadis
- Costumista: Nicholas Georgiadis
- Luci: John B Read

Questa produzione è stata dedicata a Margot Fonteyn.

## Bintley
- Premiere della produzione: 30 ottobre 2011
- Compagnia: National Ballet of Japan
- Teatro: New National Theatre Tokyo
- Coreografo: David Bintley
- Compositore: Benjamin Britten
- Progettazione: Rae Smith
- Luci: Peter Teigen[9]